# 공 (불교)
공(空)은 순야타(산스크리트어: शून्यता, Śūnyatā, →비어 있음 · 공허(空虛))를 번역한 것으로, 인연 따라 생기는 것을 말한다. 본래 없다가 단지 지금 있는 것[本無今有 = 空卽是色]이고 지금의 있음이 지나면 없음으로 돌아가는 것[已有還無 = 色卽是空]을 뜻한다. 일체개공(一切皆空)을 주장하는 공 사상(空思想)은 불교를 일관하는 기본 교의 또는 사상이다.
공 사상은 대승불교가 흥기하게 되자 특히 《반야경》 계통의 근본사상으로 강조되었다. 원래, 공 사상은 부파불교 시대에서 상좌부 계통의 설일체유부를 중심으로 주장된 법유(法有)의 입장을 예리하게 비판하고, 일체의 존재를 상의상대(相依相待: 서로 의존함)라는 연기의 입장에서 파악하며, 일체의 아집(我執)과 법집(法執)을 배격한 무애자재의 세계를 전개하려고 한 것이다.
《반야경》과 용수의 《중론》 등에 나오는 공 사상을 바탕으로 성립된 인도 불교의 종파가 중관파이다. 중국 · 한국 · 일본 불교의 삼론종은 《중론》·《십이문론》·《백론》의 삼론을 연구 · 강술하는 종파로 인도 불교의 중관파에 해당한다.
공 사상은 인도 대승불교의 이대조류인 중관파와 유가유식파 모두의 근저가 되는 사상이다. 유가유식파에서도 공 사상이 중시된 것은 유가유식파와 법상종의 소의 논서인 《성유식론》의 서두에서 논의 저술 목적 중의 하나로, 2공(二空: 두 가지 공)에 대해서 미혹된 견해나 잘못된 견해를 가진 사람들이 2공의 교의를 바르게 이해할 수 있게 하여 그들이 해탈(열반)과 보리(반야)로 나아갈 수 있게 하기 위한 것이라고 말하는 것에서 잘 알 수 있다. 또한, 중국 · 한국 · 일본 · 티베트 등의 대승불교는 모두 인도의 대승불교를 바탕으로 하므로, 공 사상은 대승불교 전체의 기초적인 또는 근본적인 교의라고 할 수 있다.

## 공 사상
대승불교에서 공(空)은 여러 가지 뜻으로 설명되는데, 특히 허무적인 뜻으로 이해하는 것을 강력하게 배척하고 있다. 대체로 다음과 같은 내용이라 할 수 있다.
일체개공(一切皆空)은 만유의 모든 현상은 그 성품으로 보면 다 공하다고 주장하는 것으로 《반야경》 계통의 경전과 중관론의 주장이다. 이러한 불교 교의를 공 사상(空思想)이라고 한다.
공(空)은 존재물에는 자체(自體) · 실체(實體) · 아(我)라는 것이 없음을 뜻한다. 이 교의는 이미 고타마 붓다 당시의 원시불교에서, 모든 현상은 인연소생(因緣所生), 즉 인(因)과 연(緣)이 가적으로 화합해서 생겨난 것이기 때문에 거기에는 아(我)라는 실체는 존재하지 않는다고 주장한 불교의 근본적인 입장인 제법무아(諸法無我)에 해당한다.
즉, 각 개인 자신의 존재를 포함한 모든 존재("법 · 法")는 인연에 따라 생기한 것이기 때문에 연기의 법칙에 의해 지금 존재하고 있다는 측면에서만 그 존재성이 가적으로(임시적으로) 인정될 수 있는 것("오온의 가화합")이며, 실제로는 거기에는 어떠한 항상불변한 자아나 실체 같은 것은 없는 제행무상 · 제법무아이며, 때문에 모든 것은 "공"이라고 설명하는 것이다.
따라서, 공 사상에서는, "공"을 관조하는 것이 곧 연기의 법칙을 보는 것이며 또한 진실한 세계인 중도의 진리에 눈을 뜨는 것이라고 주장한다. 그리고 이러한 관점은 또한 대승불교 실천의 기초가 된다고 주장한다. 이에 대해서는 특히 대승경전 중 《반야경》과 이에 입각하여 용수가 저술한 논서인 《중론》에서 명백하게 밝혀 두고 있다. 《중론》 제24장 〈관사제품〉에는 아래와 같은 유명한 "인연소생법(因緣所生法: 법 · 존재 또는 현상은 인과 연에 의해 생겨난다)"의 게송이 있다.

諸法有定性。則無因果等諸事。如偈說。

 眾因緣生法 我說即是無

 亦為是假名 亦是中道義

 未曾有一法 不從因緣生

 是故一切法 無不是空者

眾因緣生法。我說即是空。何以故。

眾緣具足和合而物生。是物屬眾因緣故無自性。

無自性故空。空亦復空。但為引導眾生故。

以假名說。離有無二邊故名為中道。

是法無性故不得言有。亦無空故不得言無。

若法有性相。則不待眾緣而有。

若不待眾緣則無法。是故無有不空法。

각각의 법이 고정된 성품(定性)을 지니고 있다면 곧 원인과 결과 등의 모든 일이 없어질 것이다.
때문에 나는 다음과 같은 게송으로 설명한다.

 여러 인(因)과 연(緣)에 의해 생겨나는 것이 법(法: 존재)이다.

 나는 이것을 공하다(無)고 말한다.

 그리고 또한 가명(假名)이라고도 말하며,

 중도(中道)의 이치라고도 말한다.

 단 하나의 법(法: 존재)도 인과 연을 따라 생겨나지 않은 것이 없다.

 그러므로 일체의 모든 법이 공하지 않은 것이 없다.

여러 인(因)과 연(緣)에 의해 생겨나는 것인 법(法: 존재)을 공하다(空)고 나는 말한다. 왜 이렇게 말하는가? 여러 인과 연이 다 갖추어져서 화합하면 비로소 사물이 생겨난다. 따라서 사물은 여러 인과 연에 귀속되는 것이므로 사물 자체에는 고정된 성품(自性 · 자성)이 없기 때문이다. 고정된 성품(自性 · 자성)이 없으므로 공(空)하다. 그런데 이 공함도 또한 다시 공한데, (이렇게 공함도 다시 공하다고 말할 수 있는 이유는, 사물이 공하다고 말한 것은) 단지 중생을 인도하기 위해서 가명(假名)으로 (공하다고) 말한 것이기 때문이다. (사물이 공하다고 말하는 방편과 공함도 공하다고 말하는 방편에 의해) "있음(有)"과 "없음(無)"의 양 극단(二邊)을 벗어나기에 중도(中道)라 이름한다.

법(法: 존재)은 고정된 성품(性 · 自性 · 자성)을 가지고 있지 않기 때문에 법(法: 존재)을 "있음(有)"이라고 말할 수 없다. 또한 법(法: 존재)은 공한 것도 아니기 때문에 법(法: 존재)을 "없음(無)"이라고 말할 수도 없다. 어떤 법(法: 존재)이 고정된 성품(性相 · 성상 · 自性 · 자성)을 가지고 있다고 한다면, 그 법은 여러 인과 연에 의존하지 않은 채 존재하는 것이 된다 (따라서 연기의 법칙에 어긋난다). 여러 인과 연에 의존하지 않는다면 (연기의 법칙에 어긋나므로 생겨날 수 없고, 따라서) 그 법(法: 존재)은 없는 것(존재할 수 없는 것)이다. (연기의 법칙에 의해 지금 존재하고 있는 것을 존재하고 있지 않다고 말하는 것은 자가당착이다. 이러한 모순이 일어나지 않으려면 다음을 대전제로 인정할 수 밖에 없다.) 그러므로 공하지 않은 법(즉, 연기하지 않는 존재 또는 고정된 성품을 가진 존재)이란 존재할 수 없다.
— 《중론》(中論) 4권 24장 〈관사제품〉(觀四諦品). 한문본

## 2공
대승불교의 교의에서 공은 크게 아공(我空)과 법공(法空)의 2공(二空: 두 가지 공)으로 나뉜다. 2공(二空)을 아법2공(我法二空)이라고도 하며, 아공(我空)은 인공(人空)이라고도 하는데 이 때문에 인법2공(人法二空)이라고도 한다. 이공(二空)의 교의는 초기 대승불교의 근본적인 교의 또는 사상이 되었다.

### 이치로서의 2공

#### 아공
아공(我空)은 인공(人空)이라고도 하는데, 인간 자신 속에는 실체로서의 자아가 있다고 보는 아집(我執)에 대해, 인간 자신 속에는 실체로서의 자아가 없다고 보는 견해 혹은 이치, 또는 이러한 깨우침을 증득한 상태 또는 경지이다. 아집(我執)은 번뇌장(煩惱障)이라고도 하는데, 번뇌장은 중생의 몸과 마음을 번거롭게 하여 열반(또는 해탈)을 가로막아 중생으로 하여금 윤회하게 하는 장애라는 의미이다.

#### 법공
법공(法空)은 존재하는 만물 각각에는 실체로서의 자아가 있다고 보는 법집(法執)에 대해, 존재하는 모든 것은 인연에 의해 생기는 것이므로 실체로서의 자아는 없다는 견해 혹은 이치, 또는 이러한 깨우침을 증득한 상태 또는 경지이다. 법집(法執)은 소지장(所知障)이라고도 하는데, 소지장은 참된 지혜, 즉 보리(菩提)가 발현되는 것을 가로막는 장애라는 의미이다.
아공(我空)을 인무아(人無我)라고도 하며 법공(法空)을 법무아(法無我)라고도 한다. 그리고 이 둘을 통칭하여 2무아(二無我)라고 하는데, 2무아(二無我)는 2공(二空)과 같은 뜻이다.
2공(二空)의 교의 또는 사상은 후대에 아공(我空) · 법공(法空) · 구공(俱空)의 3공(三空)의 교의 또는 사상으로 발전하였다.

### 경지로서의 2공
불교에서, 수행에 의해 깨달음을 성취해 간다는 입장에서는 2공(二空)은 실제로 증득될 수 있고 또한 증득되어야 하는 특정한 경지를 뜻한다.
예를 들어, 유가유식파의 경우, 이 종파의 소의 논서인 《성유식론》에 따르면 2공 중 아공의 경지에 다다르면 아집인 번뇌장이 소멸되어 열반(해탈)이 성취되고, 법공의 경지에 다다르면 법집인 소지장이 소멸되어 보리(반야 · 대지혜 · 완전한 깨달음)가 성취된다.
《성유식론》에서는 이와 관련된 수행 단계를 더 자세히 설명하는데, 크게 자량위(資糧位) · 가행위(加行位) · 통달위(通達位) · 수습위(修習位) · 구경위(究竟位)의 다섯 단계("5위 · 五位")로 나누고 있다. 이 중에서 네 번째인 수습위는 다시 십지(十地)의 열 단계로 나뉘는데, 십지는 극희지(極喜地) · 이구지(離垢地) · 발광지(發光地) · 염혜지(焰慧地) · 극난승지(極難勝地) · 현전지(現前地) · 원행지(遠行地: 제7지) · 부동지(不動地) · 선혜지(善慧地) · 법운지(法雲地: 제10지)이다. 《성유식론》에 따르면 아집인 번뇌장은 수습위의 십지 중 제7지인 원행지(遠行地)에서 완전히 제거되어 제8지부터는 아공의 경지에 있게 된다. 그리고 법집인 소지장은 수습위의 십지 중 제10지인 법운지(法雲地)에서 완전히 제거 될 수 있는데, 완전히 제거되면 다섯 단계("오위 · 五位")의 마지막인 구경위(究竟位)에 이르게 되고 해당 보살, 즉 대승불교의 수행자는 비로소 부처가 되어 법공의 경지에 있게 된다.
유가유식파는 열반과 해탈은 동의어로 사용하는 반면, 열반과 보리는 용어를 구분해서 사용한다. 유가유식파의 문맥에서 열반(또는 해탈)은 아집인 번뇌장이 완전히 제거된 아공의 상태를 의미한다. 그리고 보리는 법집인 소지장이 완전히 제거된 법공의 상태를 의미한다. 《성유식론》에서는 열반을 진해탈(眞解脫: 참다운 해탈)이라고도 표현하며 보리를 대보리(大菩提: 큰 깨달음 · 완전한 깨달음)라고도 표현하고 있다.

## 3공
3공(三空)은 아공(我空) · 법공(法空) · 구공(俱空)을 통칭하는 불교 용어이다. 3공의 각각은 증득한 경지를 뜻하기도 하고 또는 경지를 증득하기 위한 수단을 뜻하기도 한다.

### 아공
아공(我空 · ātma-śūnyatā)은 실아(實我)가 없다는 것으로 사람들이 일반적으로 "나"라고 부르는 존재는 색 · 수 · 상 · 행 · 식의 5온(五蘊)이 화합하여 이루어진 존재로, 진실로 "나"라고 집착할 것이 "없다"(공무 · 空無)는 것을 뜻한다. 또한, 수행에 의해 나라는 관념과 나의 소유물이라는 주관적 미집(迷執)인 아집(我執)을 벗어난 경지를 뜻한다.

### 법공
법공(法空)은 제법(諸法) 또는 만유(萬有), 즉 물질(색·色)과 마음(심·心)의 모든 존재는 모두 원인과 결과, 즉 인연법에 의해 생긴 임시적인 가짜 존재로서 거기에는 고정된 실체로서 집착할 것이 없다는 뜻으로, 이러한 의미에서 만유(萬有)의 체(體)가 "없다"(공무 · 空無)는 것 뜻한다. 또한, 수행에 의해 물질과 마음의 여러 가지에 대한 객관적 미집(迷執)인 법집(法執)을 벗어난 경지를 뜻한다.

### 구공
구공(俱空): 아공(我空)과 법공(法空)의 경지에 차례로 도달한 후, 다시 그 아공(我空)과 법공(法空)까지도 버려 비로소 제법(諸法)의 본성에 계합하는 것을 뜻한다. 또한, 수행에 의해 이러한 경지를 증득한 것을 뜻한다.
원효는 자신의 저서 《금강삼매경론(金剛三昧經論)》에서 《금강삼매경(金剛三昧經)》의 대의를 기술하는 문단에서, 본성, 즉 마음의 근원[心之源]은 있음(有)과 없음(無)을 떠나 있어 홀로 청정[淨]하며 또한 아공(我空) · 법공(法空) · 구공(俱空)의 3공(三空)의 바다 즉 마음의 근원은 진제(眞諦)와 속제(俗諦)를 원융하고 있어서 담연하다(湛然: 편안히 다 비추다, 적정한 가운데 대지혜가 있다, 적조(寂照)하다)고 말하고 있다. 또한 원효는 마음의 근원은 깨뜨림이 없으면서도 깨뜨리지 않음이 없고 세움이 없으면서도 세우지 않음이 없으므로 무리(無理: 이치가 끊어진 자리)의 지리(至理: 모든 것을 세우는 지극한 이치)이자 불연(不然: 그러한 것이 끊어진 자리)의 대연(大然: 크게 그러한 것, 즉 만법을 세우는 큰 것)이라고 말하고 있다.

## 같이 보기
- 제행무상
- 제법무아
- 연기
- 십이연기
- 중관파
- 유가유식파

## 참고 문헌
- 이 문서에는 다음커뮤니케이션(현 카카오)에서 GFDL 또는 CC-SA 라이선스로 배포한 글로벌 세계대백과사전의 "세계사상 > 사 상 용 어 > 동양사상 관계 > 불교 관계 > 공" 항목을 기초로 작성된 글이 포함되어 있습니다.
- 이 문서에는 다음커뮤니케이션(현 카카오)에서 GFDL 또는 CC-SA 라이선스로 배포한 글로벌 세계대백과사전의 "종교 · 철학 > 세계의 종교 > 불 교 > 불교의 사상 > 초기 대승불교의 사상 > 일체개공" 항목을 기초로 작성된 글이 포함되어 있습니다.
- 용수 지음, 구마라집 한역, 박인성 번역. 《중론(中論)》. 한글대장경 검색시스템. 동국역경원. K.577(16-350), T.1564(30-1).[깨진 링크(과거 내용 찾기)]
- 호법 등 지음, 현장 한역, 김묘주 번역. 《성유식론(成唯識論)》. 한글대장경 검색시스템. 동국역경원. K.614(17-510), T.1585(31-1).[깨진 링크(과거 내용 찾기)]
- 용수 지음, 구마라집 한역. 〈중론(中論)〉. 《대정신수대장경》 (중국어). T30, No. 1564, CBETA. 2011년 5월 16일에 원본 문서에서 보존된 문서. 2011년 4월 3일에 확인함.
- 호법 등 지음, 현장 한역. 〈성유식론(成唯識論)〉. 《대정신수대장경》 (중국어). T31, No. 1585, CBETA. 2011년 5월 16일에 원본 문서에서 보존된 문서. 2011년 4월 3일에 확인함.